# 第4回インド国際映画祭
第4回インド国際映画祭（だい4かいインドこくさいえいがさい、4th International Film Festival of India）は、1969年12月5日から同月18日までニューデリーのアショーカ・コンベンション・ホールで開催された。開会式ではインド大統領ヴァラーハギリ・ヴェンカタ・ギリが開会宣言を行った。映画祭には34か国が参加し、3部門（芸術部門、コミュニケーション部門、特別短編映画部門）に合計151作品が出品された。審査委員会は9名で構成され、ラージ・カプール、R・K・ナーラーヤン、マイ・セッタリングが審査委員長を務めた。

## 受賞結果

### 金孔雀賞
- 長編映画部門金孔雀賞：『地獄に堕ちた勇者ども』 - ルキノ・ヴィスコンティ
- 短編映画部門金孔雀賞：『Taking off at 1800 Hours』

### 銀孔雀賞
- 短編映画賞：『Man and the Crow』 - スガタパーラ・セーナラート・ヤーパ
- 審査員特別賞（英語版）：レスター・ジェームス・ピーリス（英語版）（『Golu Hadawatha』）、ムリナール・セーン（『ソーム旦那の話（英語版）』）、ショーバン・バーブ（Bangaru Panjaram）[3][4][5]